# Jesús Rodríguez (calciatore 1988)
Jesús Rodríguez Jiménez (Morón, 23 ottobre 1988) è un calciatore cubano.

## Carriera
Ha esordito con la Nazionale cubana nel 2014.